# Bronisław Komorowski
Bronisław Maria Komorowski (Oborniki Śląskie, 1952. június 4. –) lengyel politikus, 2000–2001 között honvédelmi miniszter, 2007 novembere és 2010 júliusa között a Szejm elnöke. A Polgári Platform tagja. 2010. augusztus 6-ától 2015-ig Lengyelország elnöke.

## Élete
Lech Kaczyński néhai lengyel elnök 2010. április 10-i halála után a Szejm elnökeként 2010. július 8-ig ideiglenesen ellátta az államfői feladatokat. Az előrehozott választás második fordulójában, július 4-én államfővé választották; ezzel egy időben lemondott a Szejm elnökségéről. Hivatalába 2010. augusztus 6-án iktatták be.

## Fordítás
- Ez a szócikk részben vagy egészben  a   Bronisław Komorowski című lengyel Wikipédia-szócikk ezen változatának fordításán alapul.  Az eredeti cikk szerkesztőit annak laptörténete sorolja fel. Ez a jelzés csupán a megfogalmazás eredetét és a szerzői jogokat jelzi, nem szolgál a cikkben szereplő információk forrásmegjelöléseként.